# Загорска Вес
Загорска Вес (словац. Záhorská Ves, венг. Magyarfalva, нем. Ungeraiden) — деревня на крайнем западе Словакии в составе района Малацки в Братиславском крае.
Расположена в исторической области Загорье на реке Морава на границе с Австрией напротив австрийского города Ангерн-ан-дер-Марх, с которым её связывает паромная переправа, которая перевозит людей и транспортные средства полной массой до 7,5 тонн.
Находится примерно в 15 км от города Малацки и около 35 км от столицы г. Братислава.
Население по состоянию на 31.12.2020 — 1 858 жителей.

## История
Первое письменное упоминание датируется 1557 годом. До 1918 года в составе Венгерского королевства, после чего во вновь образованной Чехословакии.

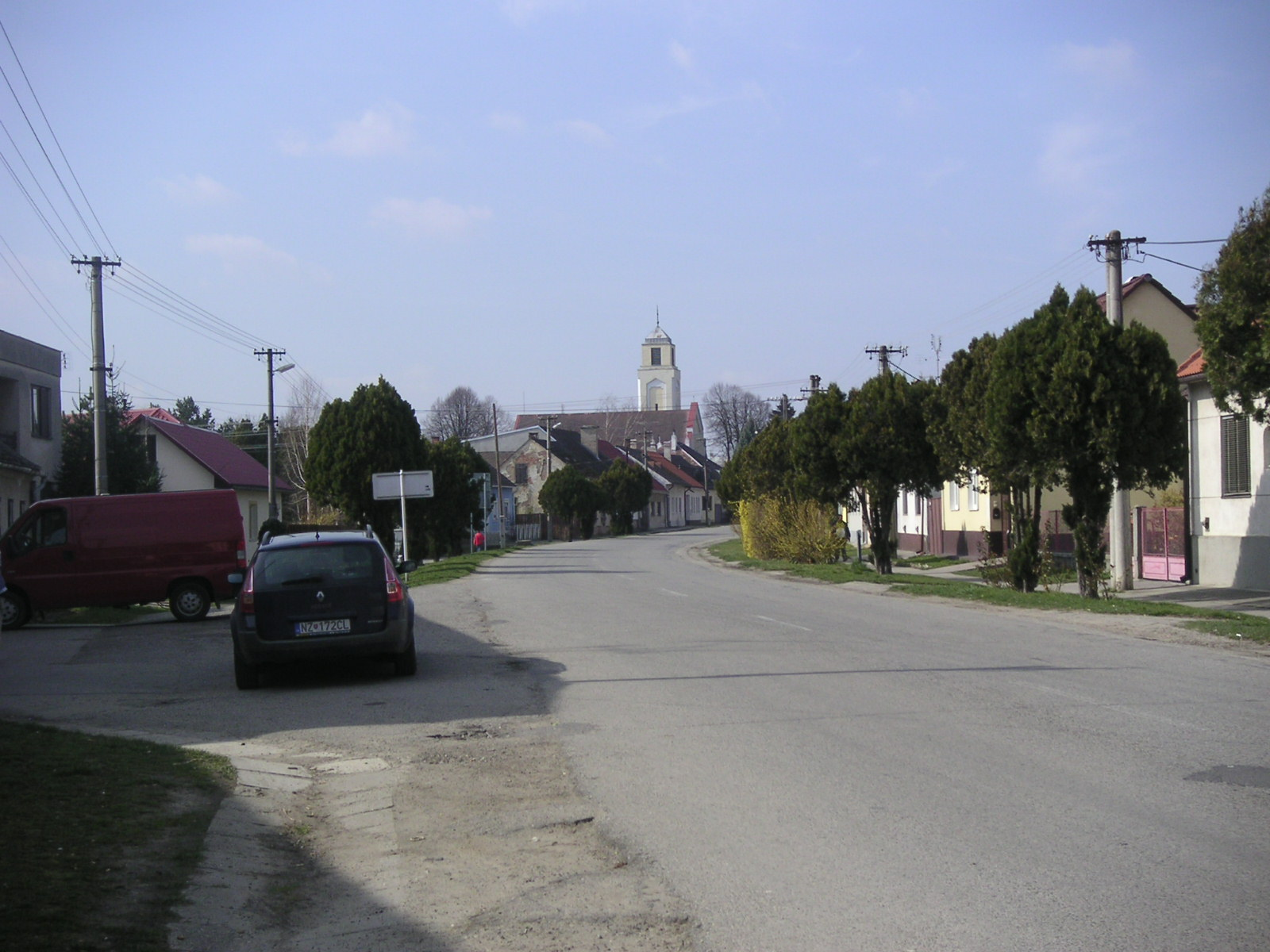
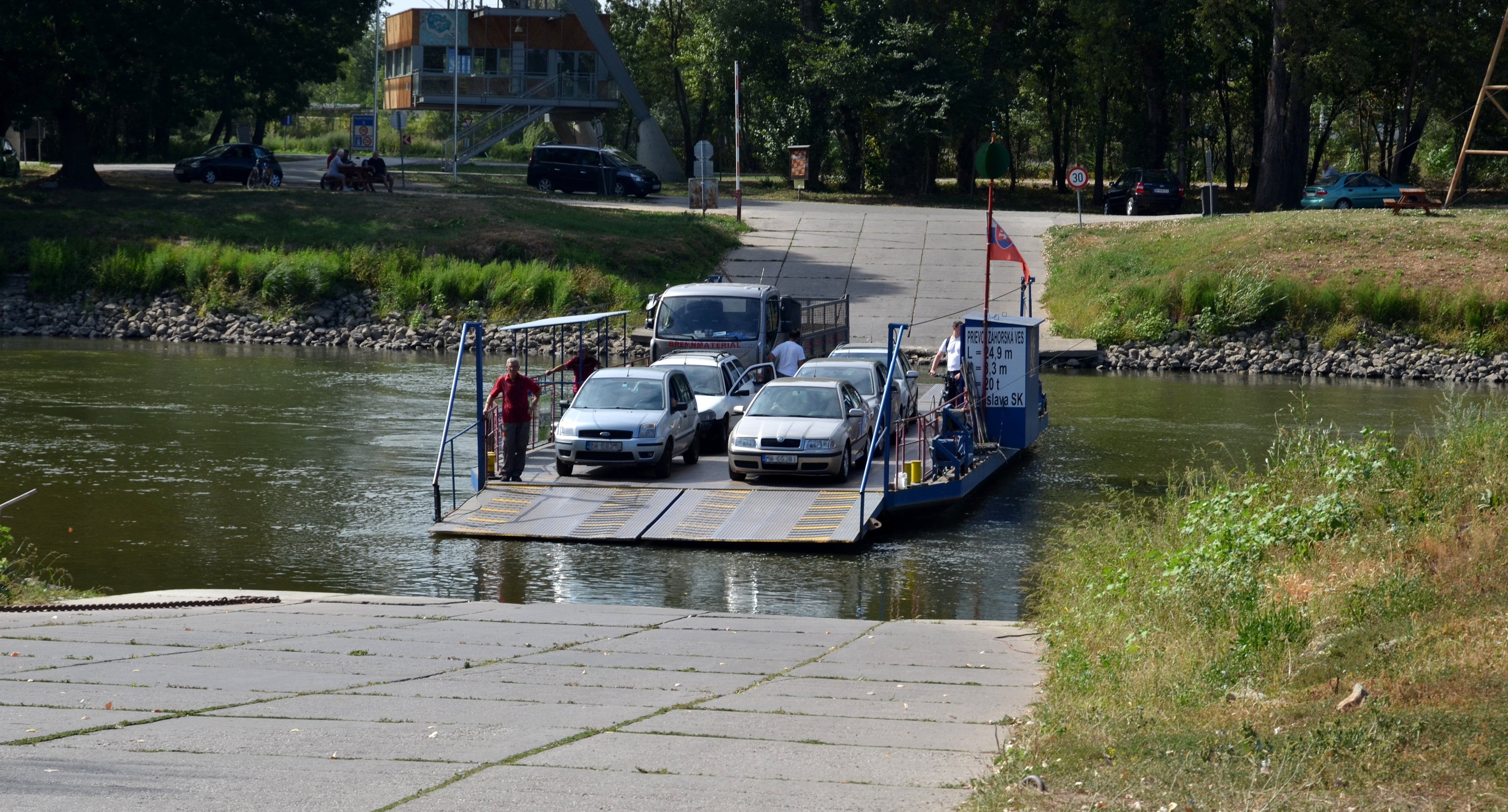

## Население
| Год:                | 1994 | 2004     | 2014     | 2024    |
| ------------------- | ---- | -------- | -------- | ------- |
| Количество человек: | 1455 | 1625     | 1825     | 1882    |
| Разница:            |      | +11,68 % | +12,30 % | +3,12 % |

## Известные уроженцы
- Попп, Луция (1939—1993) — словацкая певица (сопрано).